# Tomas Galvez
Pour les articles homonymes, voir Galvez.
Tomas Galvez, né le 28 janvier 2005 à Londres, est un footballeur international finlandais qui joue au poste d'arrière gauche à Manchester City, en prêt au SC Cambuur.

## Biographie

### Carrière en club
Né à Londres en Angleterre, Tomas Galvez est formé par le Watford FC, avant de rejoindre Manchester City en 2021, où il va jouer avec l'équipe réserve des moins de 23 ans du club.
Le 7 août 2024, après la tournée américaine du club, il est prêté au Linz ASK en première division autrichienne.

### Carrière en sélection
Déjà international finlandais en équipes de jeunes, jusqu'aux moins de 19 ans, Tomas Galvez est convoqué pour la première fois avec l'équipe nationale de Finlande en décembre 2022,,. Il honore sa première sélection le 9 janvier 2023, à l'occasion d'un match amical contre la Suède. Il est titulaire lors de la défaite 2-0 de son équipe,.